# チャールズ・エステン
チャールズ・エステン（Charles Esten Puskar III、1965年9月9日 - ）は、アメリカ合衆国のコメディアン、俳優、歌手。チップ・エステンとして活動することもある。即興劇の『Whose Line Is It Anyway? 』で知られる。
即興コメディ番組では愛称のチップとして知られるが、常にチャールズ・エステンとしてクレジットされている。
現在ABCの『ナッシュビル』でディーコン・クレイボーン役を演じている。

## 生い立ち
ペンシルベニア州ピッツバーグで生まれ、9歳の頃にバージニア州アレクサンドリアに転居。T・C・ウィリアムズ高等学校、ウィリアム・アンド・メアリー大学に進学し、社交クラブTheta Delta Chi に参加。大学時代の1985年から卒業1年後の1988年まで、バンドのネスト・パスでリード・ボーカルを務めた。大学卒業後結婚して舞台デビューのためにイギリスに転居し1990年代初頭、ミュージカル『Buddy 』の主演で好評を得る。

## 経歴

### Whose Line Is It Anyway?
1992年、すでに活動が軌道に乗っていた頃、『Whose Line Is It Anyway? 』から、あるエピソードのオーディションに参加するよう要請される。その結果チャンネル4放送の第4シリーズのエピソードに出演することが決定。その後同年のニューヨークでの他のエピソードにも出演することとなった。当時この番組は即興的にマイク・マクシェインに対応できる第二の歌手を探していた。
1994年、アメリカに戻る前の最後のイギリスでの出演は『サンフランシスコの空の下』のルーク役であった。その後、舞台や映画での活動が主となったが、1999年ドリュー・キャリー司会の新しい形態でのアメリカ版『Whose Line Is It Anyway? 』に出演。『第4出場者』としてレギュラー出演。スナグルパスのようなキャラクターで、ウェイン・ブレイディと共に即興で歌うゲームなどに出演していた。

### 他のコメディ作品
『Whose Line Is It Anyway? 』に復帰した後、共演者のブレイディ、グレッグ・プループス、ブラッド・シャーウッドと共に『The Drew Carey Show 』に本人役でゲスト出演。2003年、脚本と即興が半々のコメディ・ミニ・シリーズ『On the Spot 』の司会を務める。2004年から2006年の間、『Improv All-Stars 』の一員としてツアー公演をし、この出演者たちは『Drew Carey's Green Screen Show 』にも出演することとなった。2011年、GSNの『Drew Carey's Improv-A-Ganza 』にレギュラー出演。
エステン、プループス、元共演者ライアン・スタイルス、ジェフ・B・デイヴィスは即興ライブ『Whose Live Anyway? 』で全米ツアー公演を行なった。

### 映画出演
2001年、ビリー・クリスタルのテレビ映画『61* 』にニューヨーク・ヤンキースの主砲ロジャー・マリスの息子ケヴィン・マリス役で出演。
ケビン・コスナーの映画『ポストマン』、『13デイズ』の撃墜され死亡したU-2パイロットルドルフ・アンダーソン少佐役、『チョイス!』に出演。
オートバイ安全基金のカリキュラム『Motorcycle Rider Course: Riding and Street Skills 』(MRC:RSS)のためにプロデュースされた『Riding Straight 』など公共サービス・ビデオにも出演している。バーで友人に心配されるコカイン中毒の田舎者のサーファーを演じた。コメディ的な大げさな演技であったが、薬物やアルコールで覚醒されて高揚している様子が表現され、公共サービスのメッセージを誠実に伝えていた。カリキュラムの一環であるこのビデオはMTV世代の若者に向けて飲酒の危険性を訴えるスライド形式の短編に発展された。このビデオは『アメリカンチョッパー』でミルキーが二輪車免許を取得しようとするエピソードで使用された。

### テレビ・ドラマ
『スタートレック』、『ER緊急救命室』、『NCIS:LA 〜極秘潜入捜査班』、『ジェシー!』、『The Office 』などにゲスト出演。
現在ABCの『ナッシュビル』にディーコン・クレイボーン役で出演している。

## 主な出演作品

### コメディ番組
| 年         | 番組                                  | 役             | 特記事項     |
| ---------- | ------------------------------------- | -------------- | ------------ |
| 1992, 1994 | Whose Line Is It Anyway? (イギリス版) |                | 5エピソード  |
| 1999-2009  | Whose Line Is It Anyway? (アメリカ版) |                | 39エピソード |
| 2004-2005  | Drew Carey's Green Screen Show        |                | 8エピソード  |
| 2011       | Drew Carey's Improv-A-Ganza           | レギュラー出演 | 32エピソード |

### テレビ・ドラマ
| 年            | 作品                                            | 役                                    | 特記事項                     |
| ------------- | ----------------------------------------------- | ------------------------------------- | ---------------------------- |
| 1989          | On the Television                               |                                       | 5エピソード                  |
| 1993          | チアーズ Cheers                                 | 海兵隊員                              | 1エピソード                  |
| 1993          | 新スタートレック Star Trek: The Next Generation | Divok                                 | 1エピソード                  |
| 1994          | TVキャスター マーフィー・ブラウン Murphy Brown  | Secretary #67                         | 1エピソード                  |
| 1995-1996     | The Crew                                        | Randy Anderson                        | 21エピソード                 |
| 1996          | スタートレック:ヴォイジャー Star Trek: Voyager  | Dathan                                | 1エピソード                  |
| 1996          | Dr.マーク・スローン Diagnosis: Murder           | Joe Carter                            | 1エピソード                  |
| 1996          | Lois & Clark: The New Adventures of Superman    | Ethan Press                           | 第75話 『Stop the Presses 』 |
| 1997          | 犯罪捜査官ネイビーファイル JAG                  | Lieutenant Pete 'Pistol' Ayers        | 1エピソード                  |
| 1997          | Married... with Children                        | Lonnie                                | 2エピソード                  |
| 1998-2000     | The Brian Benben Show                           | Chad Rockwell                         | 7エピソード                  |
| 1999          | Jesse                                           | Tad                                   | 1エピソード                  |
| 1999          | Jack & Jill                                     | Nick Seraph                           | 1エピソード                  |
| 1999          | プロビデンス Providence                         | テッド・シャノン                      | 1エピソード                  |
| 2000          | サンフランシスコの空の下 Party of Five          | ルーク                                | 7エピソード                  |
| 2000-2001     | The Drew Carey Show                             | 本人役 (ゲスト出演)                   | 2エピソード                  |
| 2002          | 堕ちた弁護士 -ニック・フォーリン- The Guardian  | マーク・ハンソン                      | 1エピソード                  |
| 2003          | On the Spot                                     | 本人役 (司会)                         | 5エピソード                  |
| 2003          | Dragnet                                         | Carl Savitsky                         | 1エピソード                  |
| 2003          | Just Shoot Me!                                  | ジェイク                              | 1エピソード                  |
| 2004          | NYPDブルー NYPD Blue                            | ティム・キーティング                  | 1エピソード                  |
| 2004          | コールドケース 迷宮事件簿 Cold Case             | ジョン・ほー金子                      | 1エピソード                  |
| 2006          | The Office                                      | ジョシュ・ポーター                    | 7エピソード                  |
| 2007          | Help Me Help You                                | ウィリス                              | 1エピソード                  |
| 2007          | The Winner                                      | ゲイリー                              | 1エピソード                  |
| 2007          | The New Adventures of Old Christine             | Joe Campbell                          | 2エピソード                  |
| 2007-2008     | ER緊急救命室 ER                                 | バリー・グロスマン                    | 4エピソード                  |
| 2009-2010     | Big Love                                        | Ray Henry                             | 11エピソード                 |
| 2009          | メンタリスト The Mentalist                      | リック・ブレグマン                    | 1エピソード                  |
| 2009          | The Cleaner                                     | Dr. Jake Slovak                       | 1エピソード                  |
| 2009          | NCIS:LA 〜極秘潜入捜査班 NCIS: Los Angeles      | ジョン・コール/イサーン・スタンホープ | 1エピソード                  |
| 2011          | Wilfred                                         | Nick                                  | 2エピソード                  |
| 2011-present  | ジェシー! Jessie                                | モーガン・ロス                        | 3エピソード                  |
| 2011-present  | Enlightened                                     | Damon Manning                         |                              |
| 2012- present | ナッシュビル Nashville                          | ディーコン・クレイボーン              |                              |
| 2020-present  | アウターバンクス Outer Banks                    | ワード・キャメロン                    |                              |

### 映画
| 年   | 作品                                                  | 役                     | 特記事項                                         |
| ---- | ----------------------------------------------------- | ---------------------- | ------------------------------------------------ |
| 1997 | The Sleepwalker Killing                               | Mark Schall            |                                                  |
| 1997 | ポストマン The Postman                                | マイケル               |                                                  |
| 1999 | The Expendables                                       | ラム                   |                                                  |
| 1999 | アンラッキー・ナイト Late Last Night                  | Unnamed policeman      |                                                  |
| 2000 | 13デイズ Thirteen Days                                | ルドルフ・アンダーソン |                                                  |
| 2001 | 61*                                                   | Kevin Maris (1998)     |                                                  |
| 2002 | The Johnny Chronicles                                 | Patrick Monroe         |                                                  |
| 2002 | 10ミニッツ・オールダー Ten Minutes Older: The Trumpet | ビル                   | 『トローナからの12マイル』 Twelve Miles to Trona |
| 2003 | Nobody Knows Anything!                                | Connor Fulton          |                                                  |
| 2007 | American Family                                       | Larry Bogner           |                                                  |
| 2008 | 1%                                                    | John Tipton            |                                                  |
| 2008 | チョイス! Swing Vote                                  | ルイス                 |                                                  |

## ディスコグラフィ

### シングル
| 年   | 題                                                   | 最高 順位           | 最高 順位 |
| 年   | 題                                                   | カントリー チャート | US        |
| ---- | ---------------------------------------------------- | ------------------- | --------- |
| 2012 | Undermine (with ヘイデン・パネッティーア)A           | 35                  | 116       |
| 2012 | No One Will Ever Love You (with コニー・ブリットン)A | 36                  | 117       |

- A100位以内には入っていないが100位以下の注目シングルに入った。

## プライベート
大学時代に知り合ったパティと結婚し、2人の娘と1人の息子がいる。ハリウッド在住。